# Debbie Mucarsel-Powell
Debbie Jessika Mucarsel-Powell (Guayaquil, 18 gennaio 1971) è una politica statunitense di origini ecuadoregne, membro della Camera dei rappresentanti per lo stato della Florida dal 2019 al 2021.

## Biografia
Nata in Ecuador, Debbie Mucarsel si trasferì in California all'età di quattordici anni insieme alla madre Imelda e alle tre sorelle maggiori; la famiglia, che viveva in condizioni economiche disagevoli, si stabilì in un appartamento all'interno di un dormitorio e le ragazze lavorarono per mantenersi. Nel 1995 suo padre, che era rimasto a vivere in Ecuador, venne ucciso da un criminale. La Mucarsel si laureò in scienze politiche e successivamente lavorò per enti no-profit e per la Florida International University. Si sposò con l'avvocato Robert Powell ed ebbe due figli.
Entrata in politica con il Partito Democratico, nel 2016 si candidò per un seggio all'interno del Senato della Florida, la camera alta della legislatura statale, ma venne sconfitta dalla repubblicana in carica.
Nel 2018 annunciò la propria candidatura alla Camera dei Rappresentanti nazionale contro il deputato repubblicano in carica Carlos Curbelo e riuscì a sconfiggerlo, approdando al Congresso.
Candidatasi per un secondo mandato nel 2020, risultò sconfitta di misura dall'avversario repubblicano Carlos A. Giménez e lasciò il Congresso dopo soli due anni.
Debbie Mucarsel-Powell si configura come democratica liberale ed è stata membro del Congressional Progressive Caucus.